# Canale d'Ischia

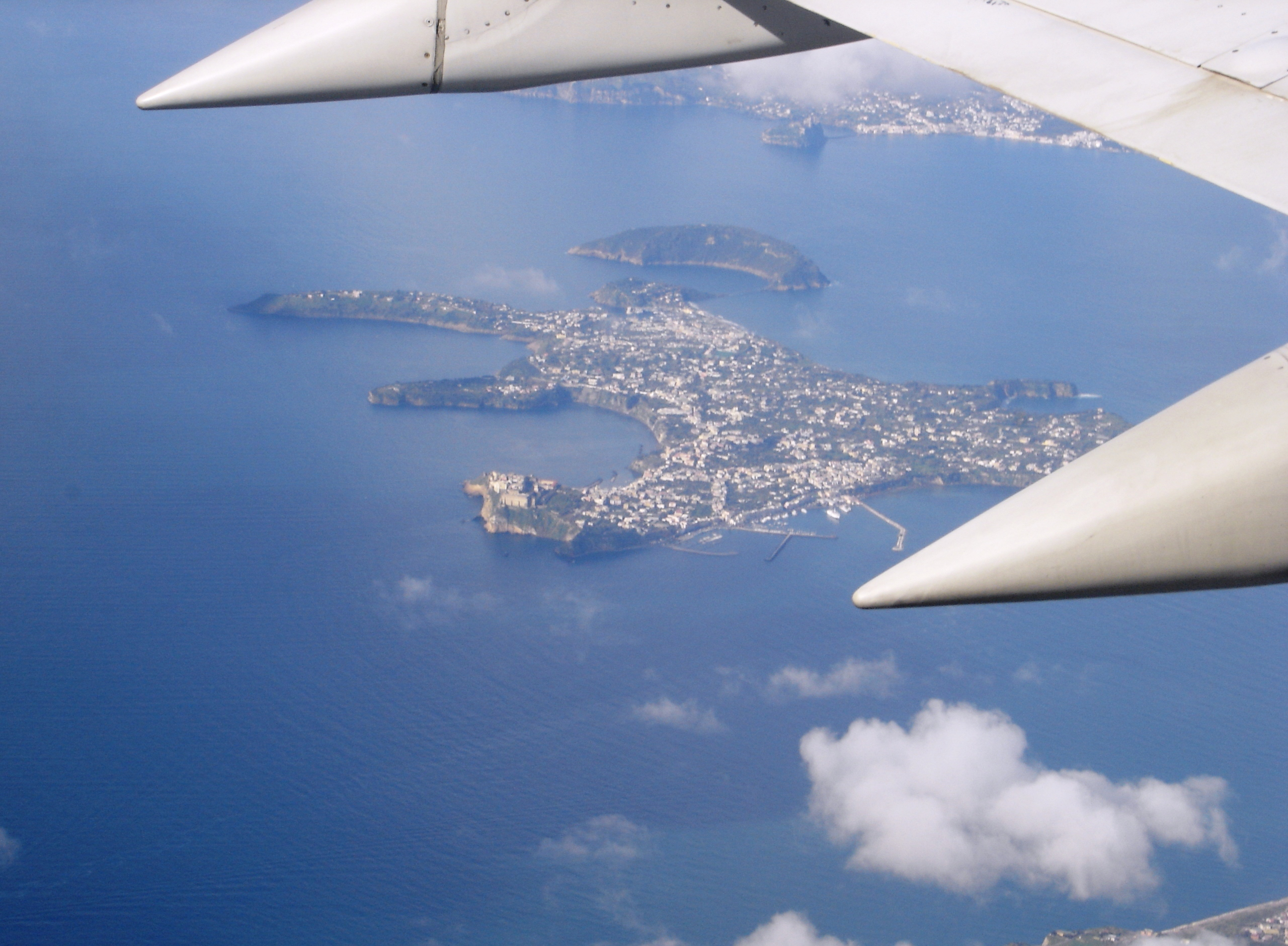
Dall'alto verso il basso, le isole di Ischia, Vivara e Procida viste da un aereo. Sulla destra il golfo di Gaeta, a sinistra il golfo di Napoli.

Il canale d'Ischia è uno stretto del Tirreno meridionale. Separa l'isola d'Ischia dall'isola di Vivara, costituendo il più angusto punto d'ingresso del golfo di Napoli e collegandolo al golfo di Gaeta.
Il canale si estende in direzione Nord-Ovest Sud-Est con una larghezza minima nel punto centrale di circa 2,35 km, tra l'isolotto del Castello Aragonese di Ischia Ponte (frazione del comune di Ischia) e Punta d'Alaca, margine occidentale dell'isola di Vivara.
La profondità e generalmente bassa, giungendo al massimo a circa 14 - 15 metri nel punto più stretto tra le due isole. Circa 800 metri ad Ovest di Punta d'Alaca, a metà strada circa tra questa e l'isola d'Ischia, si trovano le Formiche di Vivara, un gruppo di scogli affioranti, con segnalazione luminosa notturna, che costituiscono le cime di una secca che si eleva fino ai 4-5 metri di profondità.
La navigazione è interdetta alle navi di maggior pescaggio; viene tuttavia generalmente percorso da diversi traghetti e aliscafi provenienti dalla terraferma e diretti all'isola d'Ischia.
Vi si affacciano i comuni di Procida e Ischia. Il canale è attraversato da un acquedotto sottomarino e da diversi cavi per l'energia elettrica e le telecomunicazioni. Tutta la zona è stata inclusa nella neoistituita Area marina protetta Regno di Nettuno.